# ناصر زرافشان
ناصر زرافشان (زادهٔ ۳ اسفند ۱۳۲۵) نویسنده، مترجم، حقوقدان، وکیل دادگستری، نوازندهٔ کلارینت، فعال حقوق بشر و زندانی سیاسی اهل ایران است. او دبیر کانون نویسندگان ایران است. زرافشان در زمرهٔ فعالان سرشناس چپ و سوسیالیست در ایران است که در جریان قتل‌های زنجیره‌ای ایران زندانی شده‌است.
وی پس از قبول وکالت خانواده‌های قربانیان قتل‌های مخالفان سیاسی معروف به قتل‌های زنجیره‌ای به زندان افتاد. وی در مراسم روز جهانی کارگر ۸ اردیبهشت ۱۳۹۴ به دعوت انجمن اسلامی دانشجویان دانشکده حقوق و علوم سیاسی دانشگاه تهران در دانشکده حضور یافت که باعث شد مسئول بسیج دانشجویی دانشگاه تهران رسماً در نامهٔ خطاب به نیلی احمدآبادی از انجمن اسلامی دانشجویان دانشکده حقوق شکایت کند.

## زندگی‌نامه
ناصر زرافشان ۳ اسفند سال ۱۳۲۵ در اصفهان متولد شد. او نواختنِ ساز کلارینت را از نوجوانی در دستهٔ موزیک ناحیهٔ یک اصفهان که توسط پدرش تأسیس شده بود، آغاز کرد. به دلیل اینکه در اصفهان معلم یا کلاسِ آموزشِ کلارینت نبود، وی نوازندگی کلارینت را به‌صورت خودآموز با استفاده از مِتدهای آموزشی و راهنمایی نوازندگان سایر سازهای بادی، در موسیقی پیشاهنگی و حضور در ارکسترهای استان اصفهان ادامه داد. ناصر زرافشان پس از پایان تحصیلات متوسطه، در سال ۱۳۴۴ به تهران رفت و در دانشکدهٔ حقوق دانشگاه تهران به تحصیل مشغول شد. او هم‌زمان در هنرستان موسیقی ملی از آموزش‌های کلارینتِ رحمت افشار بهره برد. وی در این زمان با ارکستر دانشجویان دانشگاه همکاری داشت و در مسابقات سراسری دانشگاه‌ها و مدارس عالیه کشور در رامسر، مدال طلای کلارینت را در سال ۱۳۴۵ و مدال طلای سازهای بادی را در سال ۱۳۴۷ به دست آورد. او همچنین سرپرستی ارکستر «شما و رادیو» را بر عهده داشت. ناصر زرافشان پس از دریافت مدرک کارشناسی ارشد علوم سیاسی به منظورِ ادامهٔ تحصیل به فرانسه رفت و هم‌زمان در کلاس‌های «برنارد واندرون» حاضر شد. او پس از پایان تحصیل و دریافت مدرک دکترای خود از فرانسه به ایران بازگشت و از اوایل دههٔ ۱۳۵۰ به عنوان وکیل دادگستری مشغول به کار شد و هم‌زمان در حوزه مسائل اجتماعی فعالیت کرد.
در سال ۱۳۹۸ فیلم مستندی از زندگی و دیدگاه‌های ناصر زرافشان به کارگردانی بکتاش آبتین و تهیه‌کنندگی کاوه فرنام و مشاورهٔ محمد رسول‌اف ساخته شد.

## بازداشت و زندان
ناصر زرافشان در اسفند ماه سال ۱۳۷۹ خورشیدی، که پس از پیگیری‌های مربوط به پروندهٔ قتل‌های زنجیره‌ای از سوی سازمان قضایی نیروهای مسلح به ۵ سال زندان و ۵۰ ضربه شلاق محکوم شد، در لایحهٔ دفاعیهٔ خویش که به دادگاه تجدید نظر نوشته‌است: «اگر قاتلین یک گروه فاسد و خودسر هستند، چرا برای پنهان داشتن عملکرد و اقاریر و اظهاراتشان از مزایای دستگاه حاکمهٔ مملکتی برخوردار می‌شوند و آیا هر کس راجع به پروندهٔ این محفل بسته و خودسر حرفی بزند، باید او را با عنوان «افشای اسرار دولتی» ساکت کرد؟ به من گفت شده بود که اگر خودم با استعفا از این پرونده کنار نکشم به طرق دیگر مانع مداخله‌ام در پرونده خواهند شد.»
وی همچنین در پایان دفاعیات خود نوشته‌است: «پروندهٔ حاضر توان وکالت اینجانب در پروندهٔ قتل‌های زنجیره‌ای و تلاش برای کشف و احراز حقایق مربوط به این پرونده‌است و در آن مقطع زمانی خاص، یعنی زمستان ۷۹، برای جلوگیری از دخالت و حضور اینجانب در دادگاه قتل‌های زنجیره‌ای به جریان افتاده‌است. اینجانب نیز از همان روزی که وکالت اولیای دم این پرونده را به عهده گرفته‌ام از تبعات احتمالی دفاع از حقوق قربانیان مظلوم این پرونده آگاه بوده‌ام و آگاهانه به وظیفه‌ای که در قبال مردم و تاریخ وطنم به عهده داشته‌ام عمل کرده‌ام. جامعه و مردم که اولیای دم واقعی قربانیان قتل‌های زنجیره‌ای و داور نهایی این پرونده هستند چه راجع به پرونده اصلی قتل‌های زنجیره‌ای و چه راجع به این پرونده رای خود را صادر کرده‌اند.» او پس از پایان دوره ۵ ساله محکومیتش ممنوع‌الخروج شد.
ناصر زرافشان از جمله تحریم‌کنندگان دهمین دورهٔ انتخابات ریاست جمهوری در ایران بود.

## جوایز و افتخارات
- جایزهٔ انجمن قلم سوئد
- جایزهٔ حقوق بشر انجمن قضات و حقوقدانان آلمان، ۲۰۰۷